# Путешествие Алисы
«Путеше́ствие Али́сы» — научно-фантастическая повесть Кира Булычёва из цикла «Приключения Алисы». Написана в 1971 году, впервые издана в 1974 году. Выходила также под названиями «Девочка с Земли» и «Алиса и три капитана». Одна из самых популярных повестей Булычёва, переводилась на английский, немецкий, французский, испанский, итальянский, финский, венгерский, румынский/молдавский, болгарский, польский, чешский, словацкий, китайский, японский, тагальский и греческий языки.
В 1981 году «Путешествие Алисы» экранизировано в виде мультипликационного фильма «Тайна третьей планеты». По мотивам фильма вышла также книга «Тайна третьей планеты», пересказывающая его сюжет (сокращённая версия повести), компьютерная игра и комикс.

## Сюжет
В 2074 году Профессор Селезнёв, от имени которого ведётся повествование, обещал Алисе, что возьмёт её в свою экспедицию по поиску редких инопланетных животных, если она будет хорошо учиться и вести себя. Алиса нарушает это обещание — теряет гигантский золотой самородок в Икшинском водохранилище и пытается провезти «зайцами» весь свой класс на Луну. Но отец прощает дочь, потому что за неё заступились друзья.
Корабль «Пегас» под управлением капитана Полоскова и бортмеханика Зелёного отправляется в полёт. Громозека, друг Селезнёва, советует героям посетить музей на планете Трёх Капитанов — великих героев, избороздивших весь космос. Но директор музея доктор Верховцев относится к гостям с подозрением и не может сообщить ничего дельного. Зоопарк, тем временем, пополняется гигантскими головастиками, из которых вылупляются крошечные лягушки, и ходячими поющими кустиками. А на Пустой планете герои подбирают животных-трансформеров, меняющих облик.
Центральный пункт путешествия — планета Блук, где находится огромный зоологический рынок. Местная полиция разыскивает человека, похожего на Верховцева, и герои замечают его то тут, то там. На базаре они приобретают индикатора — существо, меняющее цвет от настроения, а карлик-мошенник дарит Алисе шапку-невидимку. Но главное — им дарят Говоруна, птицу, таинственно вымершую в последнее время. Верховцев и странный человек по имени Весельчак У пытаются купить или даже отобрать у них птицу. Но биологи отказываются, и не зря: выясняется, что птица принадлежала Второму Капитану. Второй Капитан пропал без вести 4 года назад, но птица на вопрос о его местонахождении советует: «Держи курс в систему Медузы». Впрочем, ничего конкретного Говорун не сообщает.
По пути в систему Медузы экипаж «Пегаса» посещает планету Шешинеру, где все путешествуют во времени, спасает роботов с планеты Шелезяка, которым кто-то испортил масло, и обнаруживают планету, полную иллюзий и отражений их мыслей. Наконец, сев на третьей планете Медузы, они вскоре натыкаются на следы «Синей Чайки», корабля Второго Капитана. С помощью цветов-зеркал, запоминающих все, что видели, герои узнают, что на планете до них были Верховцев и Весельчак У.
При попытке поменять стоянку корабля, «Пегас» проваливается в подземную ловушку. Весь экипаж попадает в плен к пиратам, но Алисе удаётся сбежать благодаря шапке-невидимке. Она выбирается на поверхность, где её встречают Первый Капитан и… настоящий Верховцев. Пираты тем временем шантажируют Второго Капитана. Тот вступает в бой, на помощь приходит Первый капитан с друзьями. Пираты побеждены, самозванец-«Верховцев» — пират-хамелеон Крыс — разоблачён. В подземелье герои обнаруживают ещё и Третьего Капитана. С него все и началось — он привёз из другой галактики новое сверхмощное топливо для кораблей. «Формулу галактия» знает только он и Второй капитан, но тому удаётся забаррикадироваться в своём корабле. А Третий попадает в руки пиратов, и они его пытают, чтобы узнать формулу. Когда его находят, капитан уже при смерти, но его удаётся спасти.
Затем на планету садится жена Первого Капитана, которая поймала живую туманность. Весельчак У сбегает, но попадает в лапы гигантской птицы. Герои расстаются, и обещают друг другу в будущем снова вместе слетать к звёздам.

## Экранизация

Кадр из экранизации, изображающий Профессора и Громозеку

По повести Романом Качановым был снят мультфильм «Тайна третьей планеты». В целом экранизация следует оригиналу, но сюжет и число персонажей в ней сокращены: исчез капитан Полосков, число Великих Капитанов сокращено до двух и они получили имена Буран и Ким (в повести названо только имя Первого Капитана — Всеволод). Пират Крыс переименован в «Глота с планеты Катрук». Рядовые пираты-люди заменены роботами. Целый ряд эпизодов и диалогов, не влияющих на основной сюжет, в фильме отсутствуют. Птица Говорун стала выглядеть более обыденно, с одним клювом вместо двух. Даты событий происходящих в повести и в экранизации кардинально отличаются (2074-й год в книге и 2181-й год в мультфильме).

## Игра
В 2005 году по книге фирмой «Акелла» была выпущена одноимённая игра.
Квест состоит из 32 локаций. Управлять можно только Алисой. В игре присутствуют все три капитана, Верховцев, Весельчак и Крыс. Однако, как и в мультфильме «Тайна третьей планеты» отсутствует Полосков. Пегасом управляют Алиса и Профессор Селезнёв, а Зелёный, хотя и берёт на себя часть роли Полоскова, является исключительно механиком.

## Комментарии
1. ↑  Год действия повести указан в сцене, где Громозека оставляет автограф пожилой землянке и подписывает его датой 3 марта 2074 года[1]. Эта дата является предметом противоречия среди фанатов, так как последующие повести показывают, что действие не могло происходить в 2074 году (сам Кир Булычёв никогда не пытался следовать чёткой хронологии в декалогии про Алису). Алиса по сюжету упомянута как окончившая второй класс, в то время как в выпущенной перед этим повести «Остров ржавого лейтенанта» тоже упоминается, что Алиса перешла в третий класс[2] (во второй редакции повести «Ржавый фельдмаршал» эта деталь не упоминается), но её действие датировано 2089 годом[3] с привязкой к историческому событию (намечается празднование трёхсотлетия взятия Бастилии[4]). Сегодня издаётся редакция повести, в которой дата в автографе Громозеки изменена на просто 3 марта без указания года.